# Marina de Lagos
A Marina de Lagos é uma marina moderna localizada na Baía de Lagos (Latitude: 08º 40• N - Longitude: 37º 06• W), junto ao Centro Histórico da cidade de Lagos (Barlavento Algarvio).
Foi inaugurada em 1994 e recebe embarcações de recreio que visitam esta região de Portugal ou, então, que estão de passagem, por via marítima, para outras paragens. Tem 460 lugares para embarcações e respetivas instalações de apoio (sanitários/balneários, lavandaria, etc.); dispõe de zonas comerciais e de restauração, um hotel (Marina Club), zonas residenciais, espaços verdes e de lazer (nomeadamente o Parque Aventura, para diversão dos mais novos), propondo ainda atividades como a pesca em alto mar e passeios de barco para os visitantes que desejam conhecer o Algarve a partir do mar.
Os edifícios iniciais (administração/receção; habitação; comércio) foram projetados por Gonçalo Byrne. Espaços exteriores projetados por João Nunes e Carlos Ribas (Proap).

## Galeria de imagens

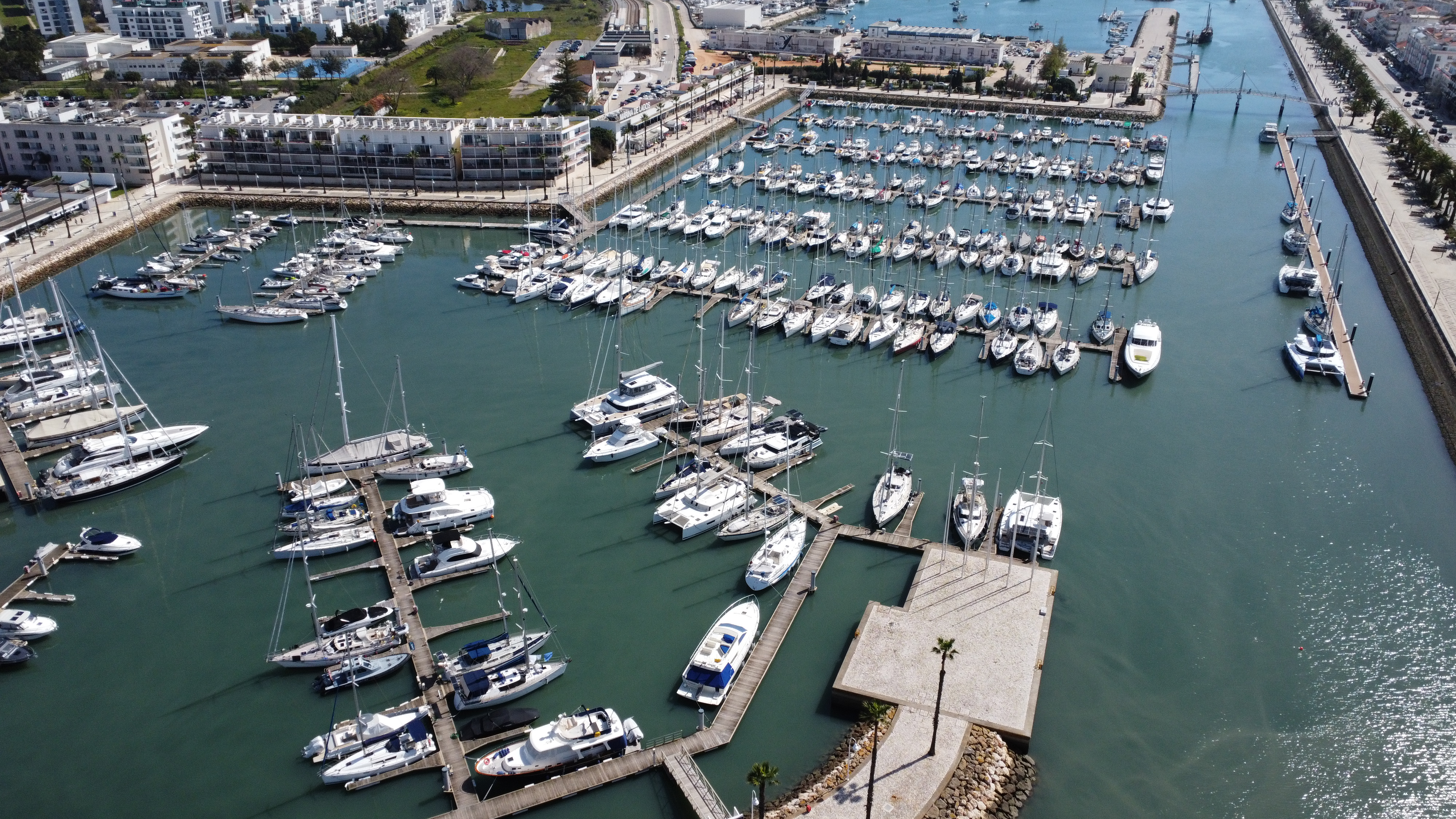
Vista aérea da Marina
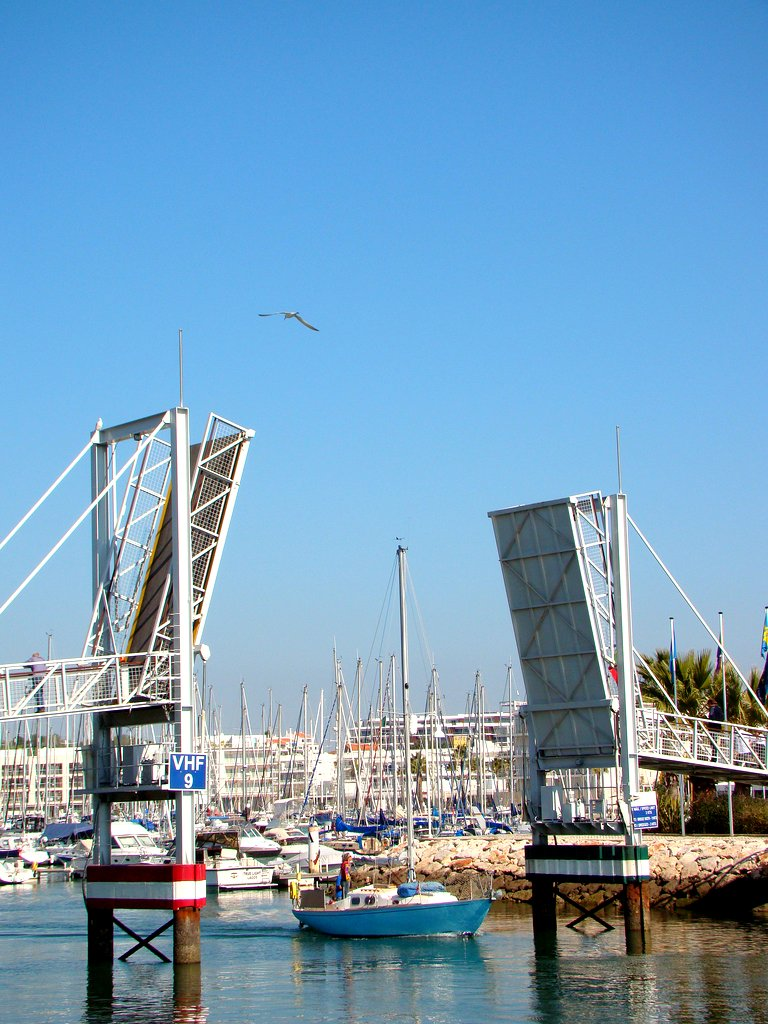
Ponte levadiça (entrada da marina)
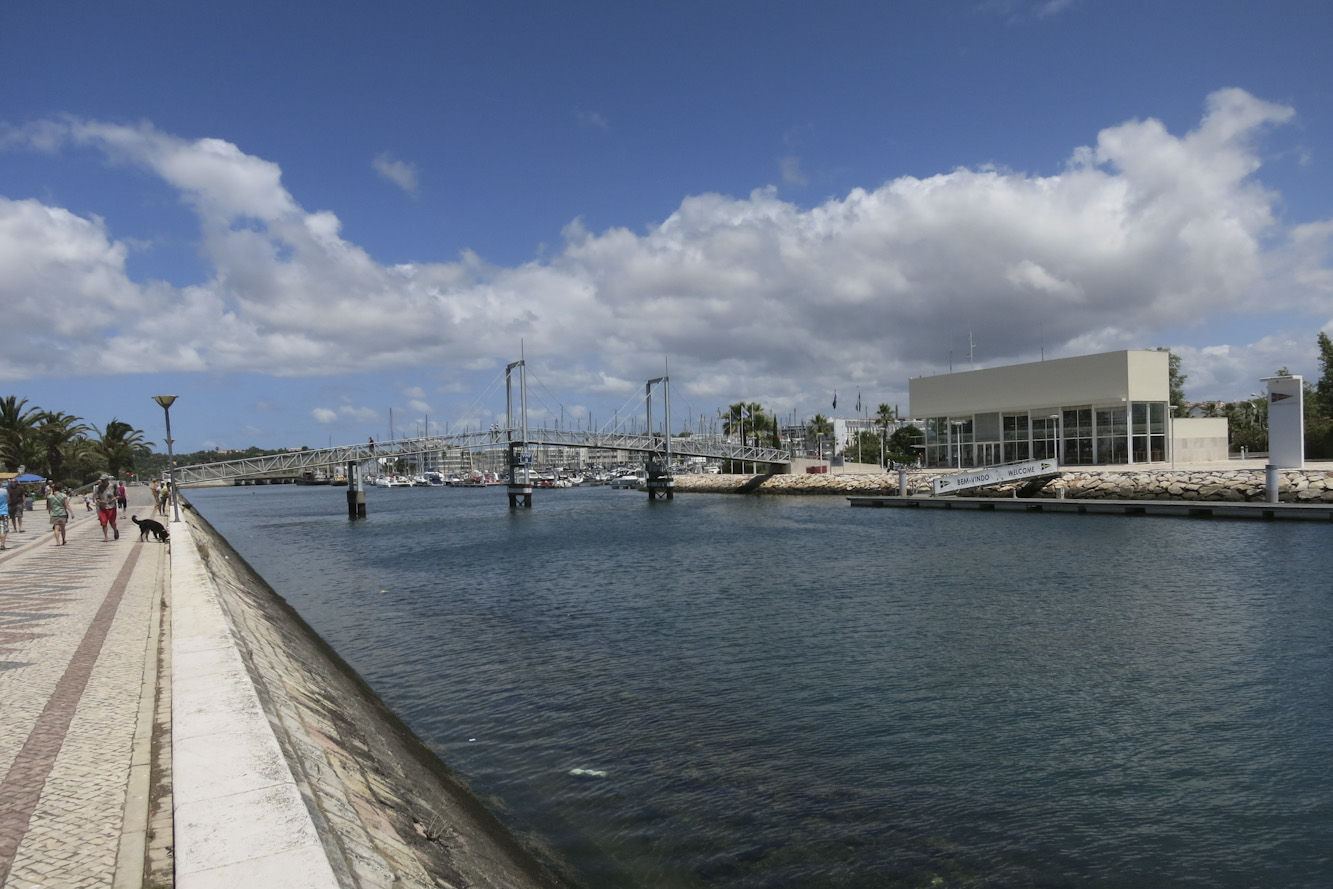
Ponte levadiça; edifício da administração/receção
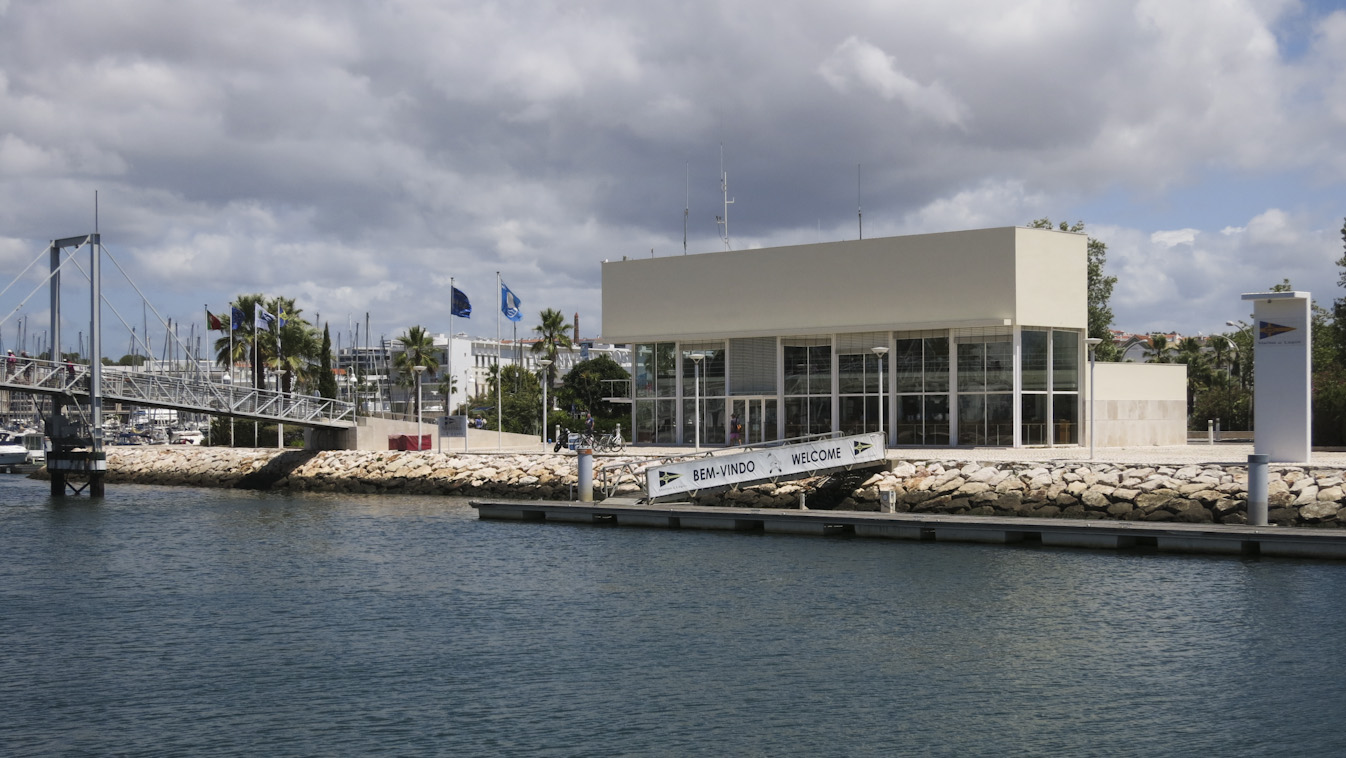
Edifício da administração/receção
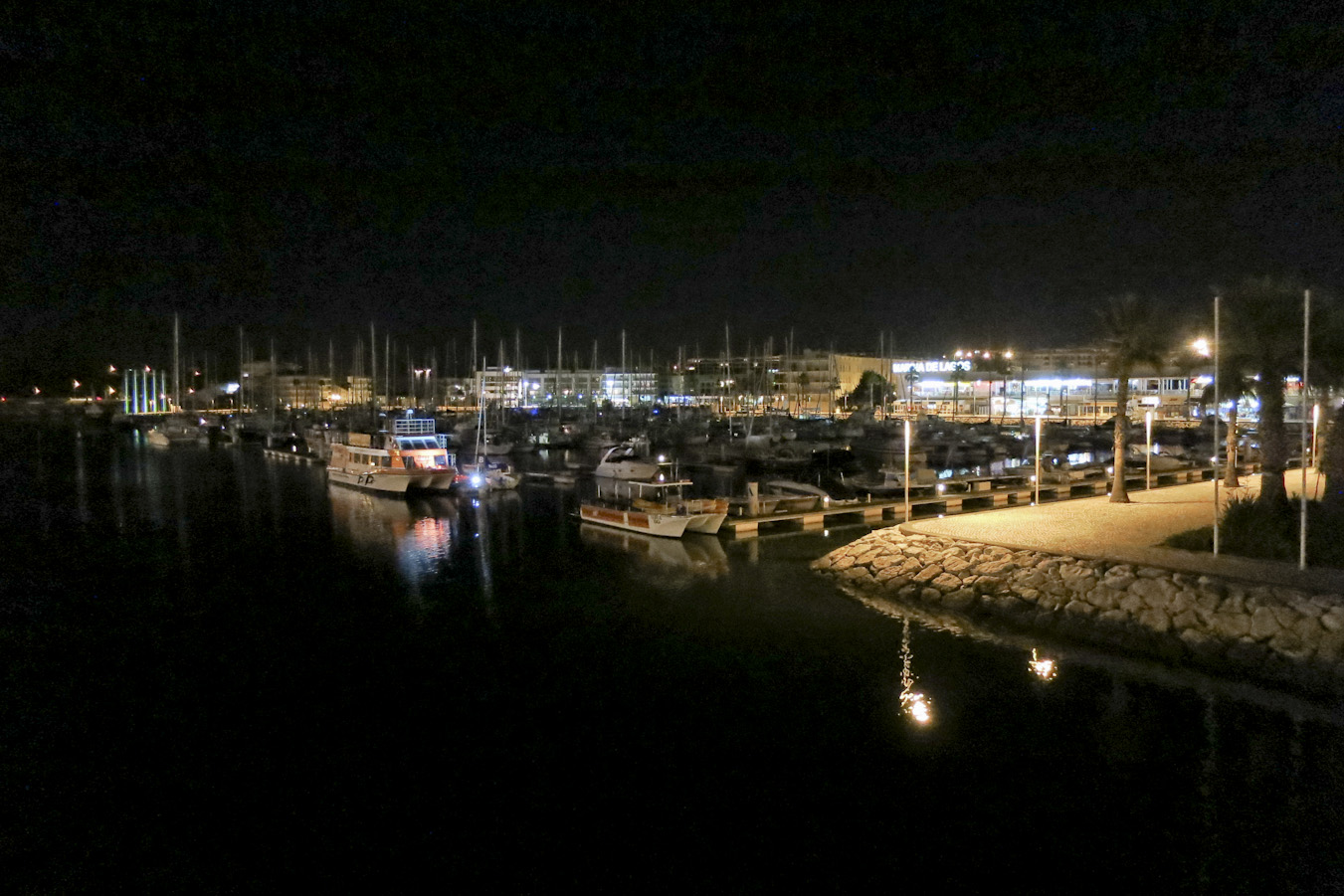
Entrada da marina, vista noturna
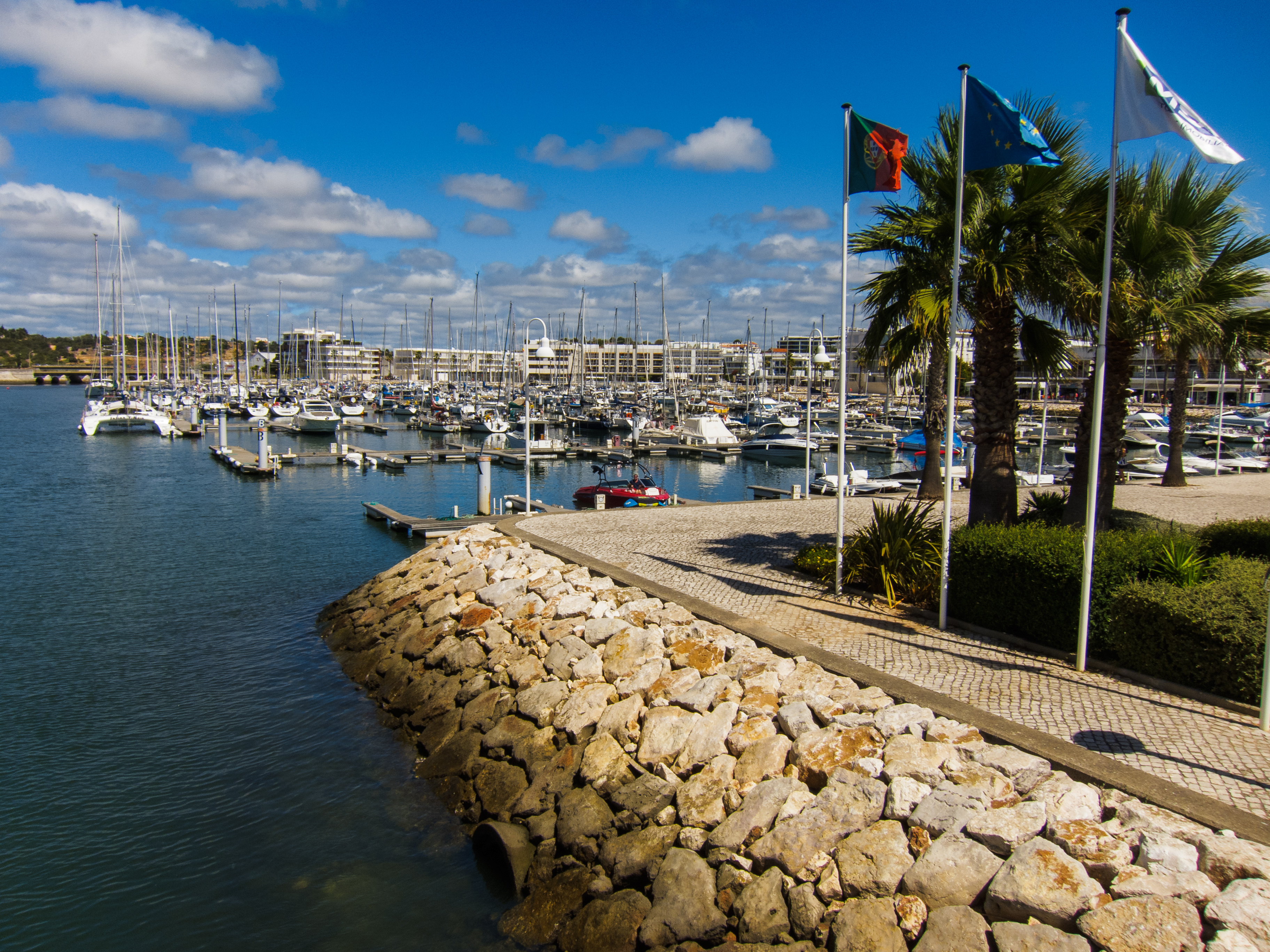
Entrada da marina
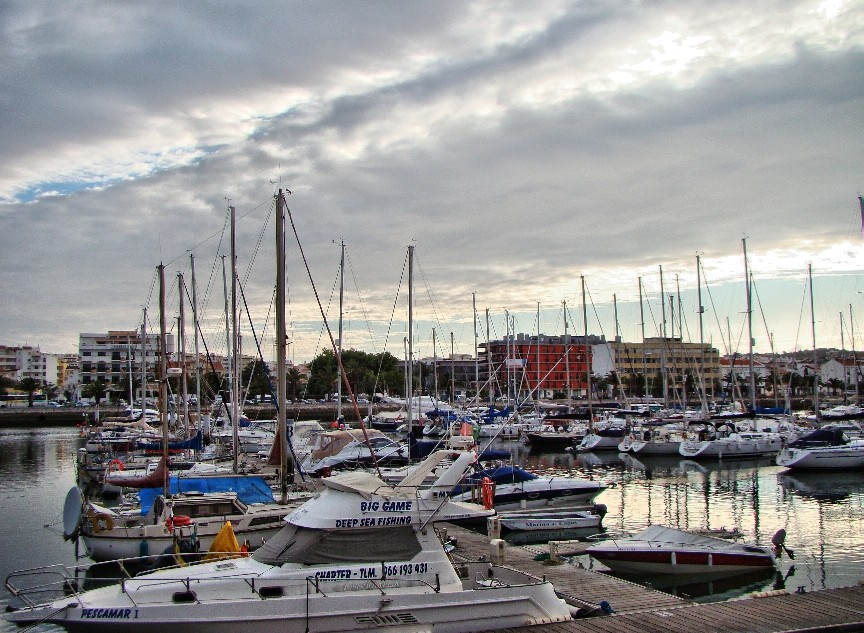
Vista da Marina; ao fundo a cidade de Lagos
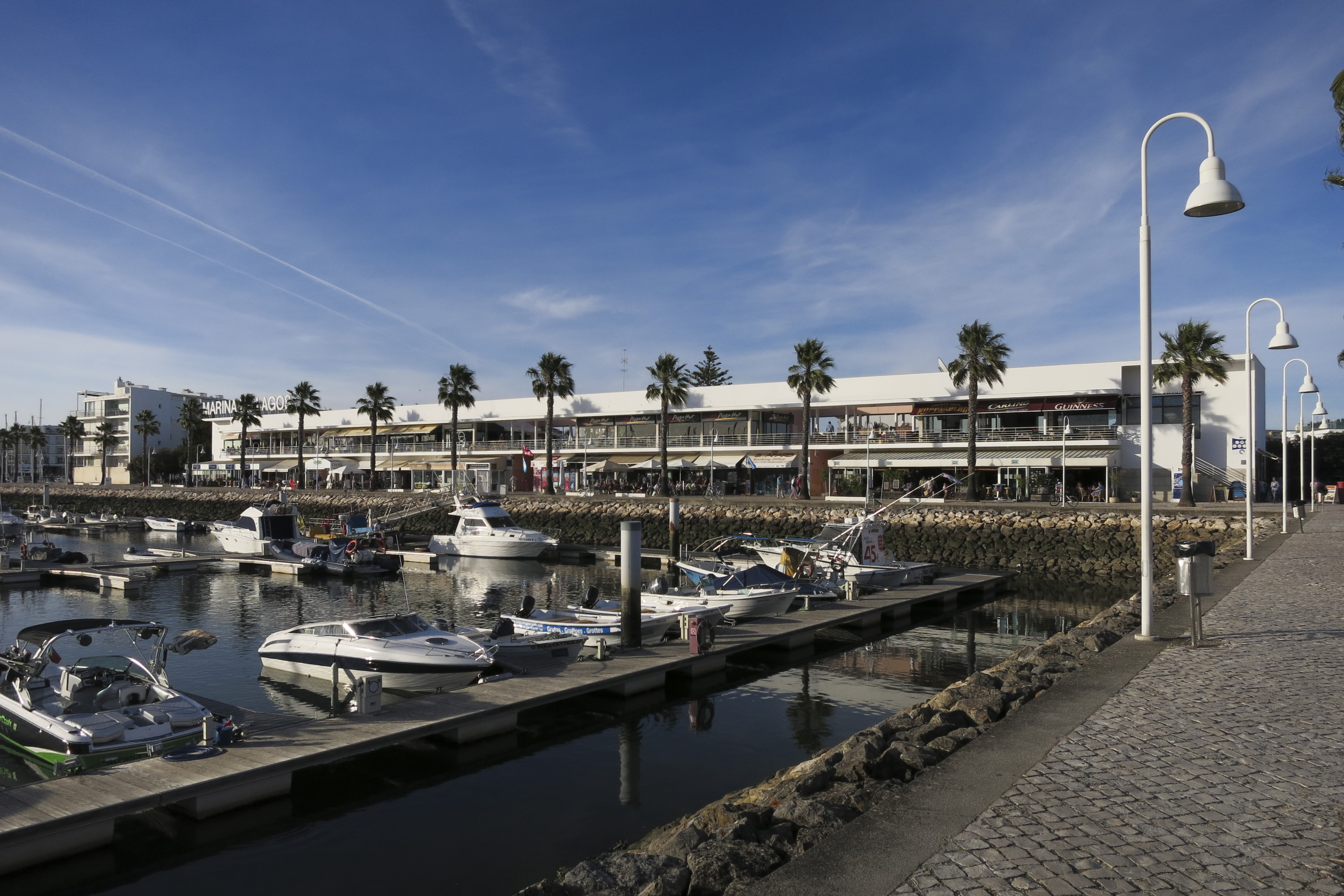
Edifício de comércio e restauração (arq. G. Byrne)
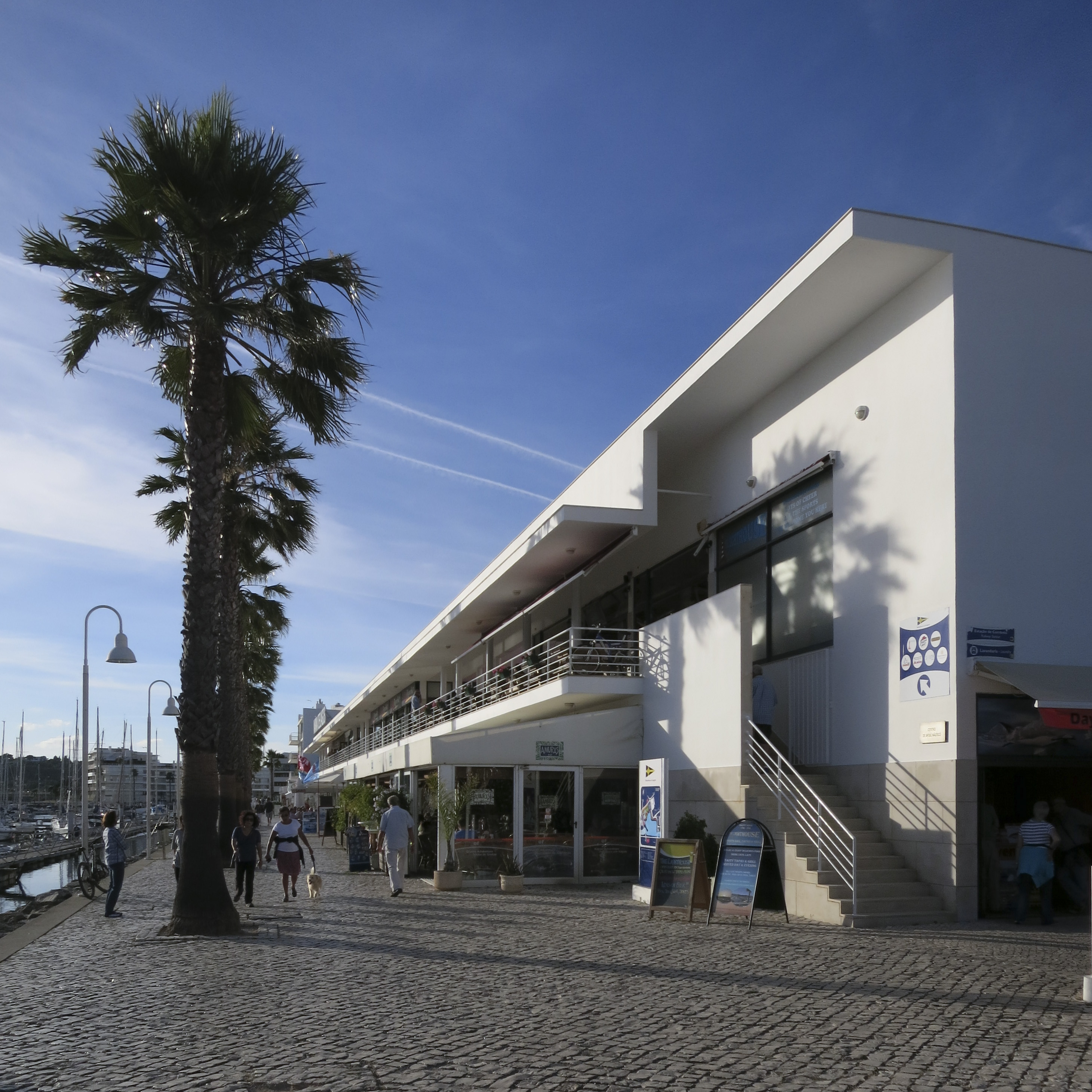
Edifício de comércio e restauração (arq. G. Byrne)
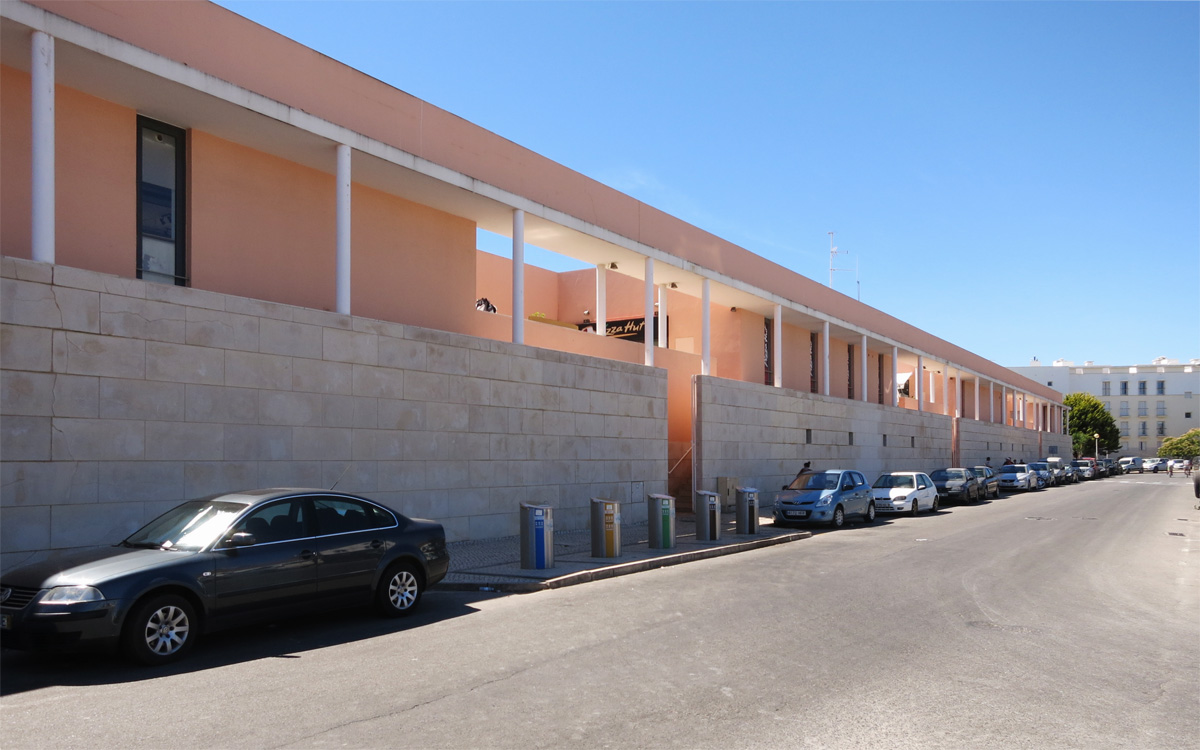
Edifício de comércio e restauração (arq. G. Byrne)
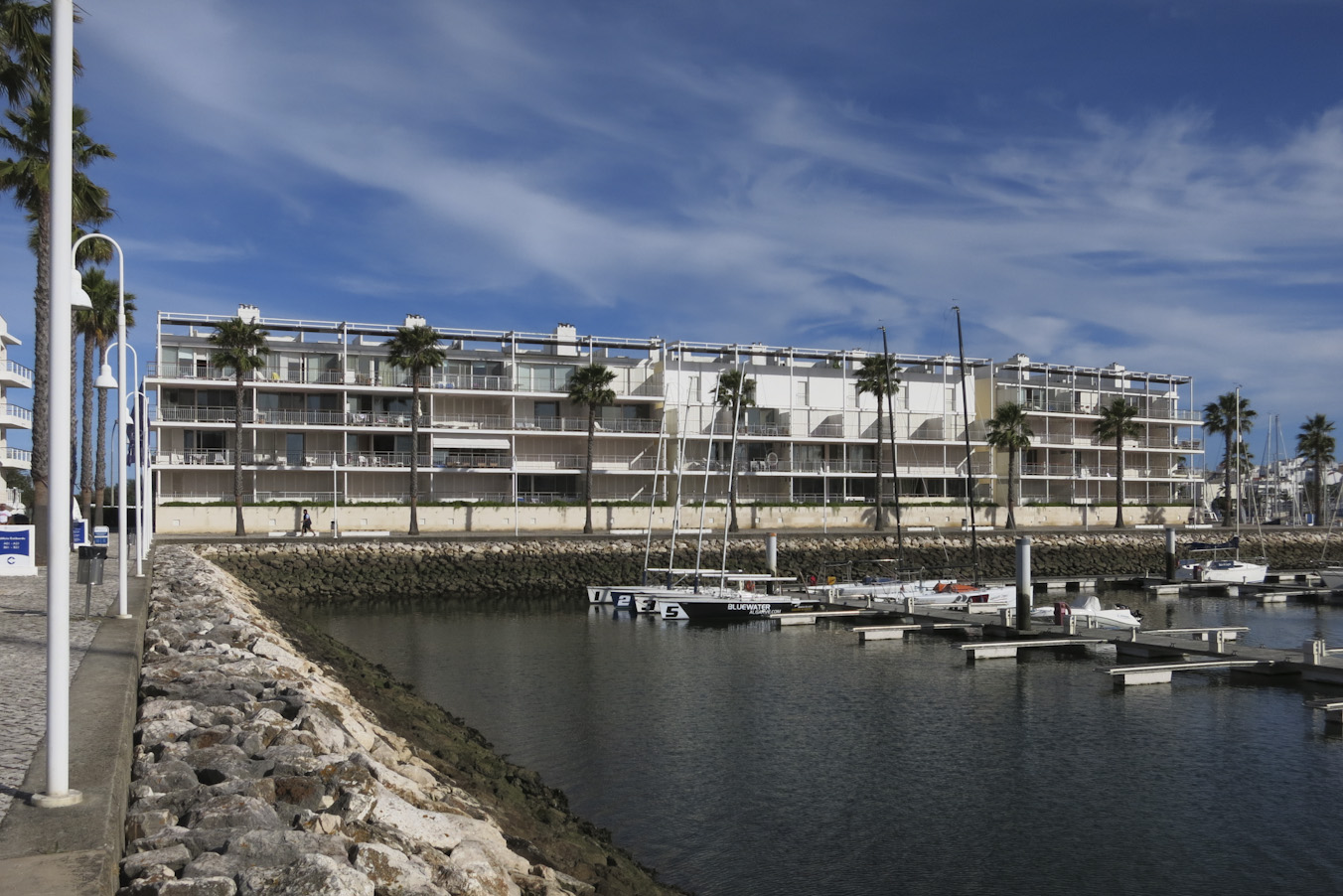
Edifício de habitação (arq. G. Byrne)
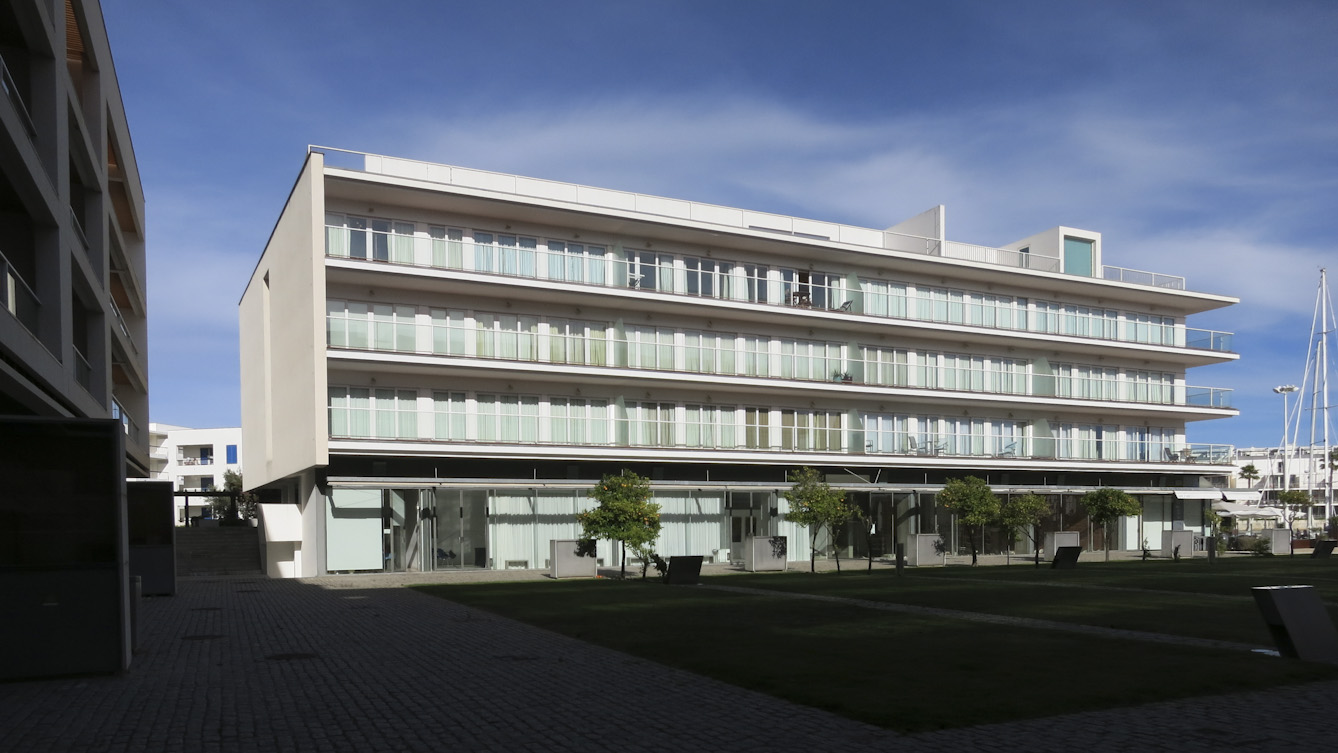
Edifício de habitação